# کارلوس آریاس اورتیز
کارلوس آریاس اورتیز (انگلیسی: Carlos Arias Ortiz؛ زادهٔ) دانشمند در زمینه ویروس‌شناسی اهل مکزیک است.